# Skiple Station
Skiple Station (Skiple stasjon eller Skiple holdeplass) er en jernbanestation på Bergensbanen, der ligger i Voss kommune i Norge. Stationen består at et spor, en kort perron og et venteskur i træ. 
Stationen åbnede som trinbræt i oktober 1931.